# انتخابات مجلس تایوان (۲۰۲۰)
انتخابات مجلس تایوان (انگلیسی: 2020 Taiwan legislative election) دهمین دوره مجلس قانونگذاری جمهوری یوان جمهوری چین به‌شمار می‌رود که در تاریخ ۱۱ ژانویه ۲۰۲۰ برای کسب تمامی ۱۱۳ کرسی قوه مقننه مجلس یوان برگزار شد. این انتخابات همزمان بود با برگزاری پانزدهمین دوره انتخابات ریاست جمهوری. آغاز دور جدید مجلس قانونگذاری یوان از اول فوریه ۲۰۲۰ آغاز می‌شود.
در آخرین انتخابات ۲۰۱۶، حزب پیشروی دموکرات (DPP) با کسب ۶۸ کرسی، به نسبت کومینتانگ (KMT) اکثریت را به دست آورد، در حالی که آرای نمایندگان کومینتانگ تنها به ۳۵ کرسی رسید.
حزب دموکراتیک پیشرو(DPP) هفت کرسی از دست داد اما اکثریت را در پارلمان با کسب ۶۱ کرسی از آن خود کرد. با اینحال کومینتانگ سه کرسی به کرسی‌هایش اضافه شد و سی و هشت کرسی را تصاحب کرد. علاوه بر این حزب قدرت جدید سه کرسی کسب کرد که پنج کرسی از انتخابات قبلی کمتر است؛ و حزب مردم تایوان و جنبش استقلال تایوان نیز وارد با کسب به ترتیب پنج کرسی و یک کرسی وارد مجلس یوآن شدند و همچنین پنج کاندید مستقل صاحب کرسی شدند. از طرف دیگر حزب اول مردم تمامی کرسی‌های خود را از دست داد.

## نظام انتخاباتی
۱۱۳ نفر از اعضای مجلس قانونگذاری یوان به وسیله نظام انتخاباتی مختلط یا نظام موازی انتخاب می‌شوند که ۷۳ نفر از حوزه‌های انتخاباتی بر اساس موقعیت جغرافیایی از طریق نظام انتخاباتی نخست‌نفری انتخاب می‌شوند و ۶ نفر از دو حوزه بومی بومیان تایوان هر کدام سه نفر از طریق تک‌رأی انتقال‌ناپذیر و ۳۴ نماینده با نظام انتخاباتی (نمایندگی تناسبی) با شاخص هر رای حزبی بر اساس محاسبات انتخاباتی هارا کوت کرسی‌ها انتخاب می‌شوند.
براساس ماده ۳۵ و ۳۷ قانون انتخاب یادآوری می‌کند که کارمندان دولت و تقسیمات انتخاباتی هر ۱۰ سال یکبار براساس سهمیه جمعیت برآورد شده و تا پایان دو سال و دو ماه مانده به پایان دوره تصدی قانون گذاران جدید بدست می‌آید. این انتخابات به وسیله تحقیقات کمیسیون مرکزی انتخابات صورت می‌گیرد و سپس ۲۰ ماه قبل از انتخابات، پیشنهاد تغییر مناطق حوزه انتخابیه مطرح شده و پس از تصویب و اعلام نهایی به مجلس قانونگذاری یوان ارسال می‌شود. پس از مذاکرات بین روسای هیئت‌های اجرایی و قانونگذاری یوان، تغییرات در بخش‌های انتخابیه شامل موارد زیر انجام می‌گیرد:
- کائوشیانگ و پینگ تونگ هر یک کرسی را از دست می‌دهند.
- تاینان و استان هسینچائو هر کدام دو کرسی به دست می‌آورند.
- مرز حوزه انتخاباتی بین تایچونگ ۲ و تایچونگ ۷ تنظیم می‌شود.

## رقابت احزاب و نامزدها
| حزب                  | انتخابات سراسری | انتخابات بومی | فهرست حزب | جمع کل |
| -------------------- | --------------- | ------------- | --------- | ------ |
| حزب پیشروی دموکرات   | ۶۷              | ۲             | ۳۳        | ۱۰۲    |
| KMT                  | ۷۱              | ۵             | ۳۱        | ۱۰۷    |
| TPP                  | ۱۷              | ۰             | ۲۸        | ۴۵     |
| حزب قدرت نوین        | ۵               | -             | ۱۱        | ۱۶     |
| PFP                  | ۱۰              | -             | ۲۲        | ۳۲     |
| حزب جدید تایوان      | -               | -             | ۱۰        | ۱۰     |
| TSU                  | -               | -             | ۷         | ۷      |
| GPT                  | ۱۰              | -             | ۵         | ۱۵     |
| CPA                  | ۱۳              | -             | ۶         | ۱۹     |
| TRP                  | ۱۱              | -             | -         | ۱۱     |
| حزب دولت‌سازی تایوان  | ۱۰              | -             | ۶         | ۱۶     |
| SO (تایوان)          | ۹               | ۲             | ۱۰        | ۲۱     |
| اتحاد مذهبی          | ۱۲              | -             | ۸         | ۲۰     |
| حزب اتحاد عمل تایوان | ۱۰              | ۲             | ۸         | ۲۰     |
| حزب کارگر            | ۱۰              | -             | ۲         | ۱۲     |
| حزب ترویج اتحاد چینی | ۱۱              | -             | ۷         | ۱۸     |
| اتحاد فرموزا         | ۱۰              | ۲             | ۶         | ۱۸     |
| سایرین               | ۱۸              | -             | -         | ۱۸     |
| IND-TW               | ۸۷              | ۵             | -         | ۹۲     |
| جمع                  | ۴۱۲             | ۲۱            | ۲۱۷       | ۶۵۰    |

## نتایج
| نتایج انتخابات مجلس تایوان (۲۰۲۰) با نقشه | نتایج انتخابات مجلس تایوان (۲۰۲۰) با نقشه | نتایج انتخابات مجلس تایوان (۲۰۲۰) با نقشه |
| حوزه انتخاباتی                            | قهرست حزب                                 |                                           |
| ----------------------------------------- | ----------------------------------------- | ----------------------------------------- |
|                                           |                                           |                                           |

### به‌طور کلی
نتایج توسط حوزه انتخابیه
نتایج توسط لیست حزب
‌لیست احزاب از فرمول سهمیه‌ها برای ۳۴ کرسی اختصاص می‌یابد. برای اینکه واجدین شرایط برای کسب کرسی انتخاب شوند. این برگزیدگی مبتنی است بر سهم آرایی که در فهرست احزاب آمده‌است، به‌طوری‌ که یک حزب باید در مرحله دوم از ۵ درصد آرا در سطح کشور فراتر رود. برای هر حزب حداقل نیمی از اعضای مجلس قانونگذاری که تحت این سیستم انتخاب می‌شوند باید زن باشند.